# 10-я кавалерийская дивизия
10-я кавалерийская дивизия — соединение кавалерии РККА, созданное во время Гражданской войны в России 1918—1920 годов. Являлось манёвренным средством в руках фронтового и армейского командования для решения оперативных и тактических задач.

## История дивизии
Дивизия была сформирована по приказам войскам Третьей армии Восточного фронта № 845 от 2 октября и № 985 от 29 октября 1919 г. из кавалерийских частей 3-й армии. По распоряжению командующего войсками ПриурВО № 0859 от 28 мая 1920 г. дивизия была расформирована, 2 бригада отправлена на Западный фронт.
Входила в состав 3 армии, с янв. 1920 — 1 Революционной армии труда.
Дивизия участвовала в лесоразработках, оказывала содействие советским продовольственным органам по вывозке хлеба из районов Екатеринбурга, Шадринска, Челябинска, Троицка.

## Боевой состав 10-й кавалерийской дивизии
На 1 июля 1920 года:
- 3.147 сабель[1]
- 27 пулемётов[1]
- 12 лёгких орудий[1]

## Командный состав 10-й кавалерийской дивизии
- 10-я кавалерийская дивизия

### Начальники дивизии
- Федоровский, Дмитрий Сергеевич, врид — с 31 октября 1919 года по 16 ноября 1919 года[2]
- Томин, Николай Дмитриевич — с 16 ноября 1919 года по 23 апреля 1920 года[2]
- Мацук, Степан Филиппович, врид — с 25 апреля 1920 года по 8 мая 1920 года[2]
- Фандеев, Сергей Гаврилович, врид — с 13 мая 1920 года по 12 июня 1920 года[2]
- Томин, Николай Дмитриевич — с 25 июня 1920 года[3] в составе 3-го кавалерийского корпуса

### Военкомы дивизии
- Козловский, Павел Алексеевич — с 31 октября 1919 года по 19 декабря 1919 года[2]
- Басаргин, Иван Иванович — с 19 декабря 1919 года по 30 мая 1920 года[2]
- Логачев, Михаил, врид — с 30 мая 1920 года по 5 июня 1920 года[2]
- Суворов — с 5 июня 1920 года по 12 июня 1920 года[2]
- Сидоров, Евсей Никитич — с 25 июня 1920 года[3]

### Начальники штаба дивизии
- Петухов, врид — с 3 ноября 1919 года по 21 января 1920 года[2]
- Мацук, Степан Филиппович — с 21 января 1920 года по 3 мая 1920 года[2]
- Федоровский, Дмитрий Сергеевич — с 3 мая 1920 года по 12 июня 1920 года[2]
- Мацук, Степан Филиппович — с 25 июня 1920 года[4]